# Ryan Michelle Bathé

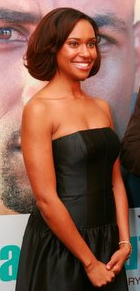
Ryan Michelle Bathé

Ryan Michelle Bathé, auch Ryan Michelle Bathe (* 27. Juli 1976 in St. Louis, Missouri) ist eine US-amerikanische Schauspielerin, die hauptsächlich durch ihre Rollen in den Fernsehserien Boston Legal, Retired at 35 und This Is Us – Das ist Leben bekannt ist.

## Leben und Wirken
Bathé wuchs in Stamford, Connecticut auf und hat ihre Studienabschlüsse an der Stanford University, sowie an der New York University gemacht, wobei sie letztere mit einem Master of Fine Arts abschloss. Während ihres Studiums an der Stanford University hat sie ihren Partner und späteren Ehemann Sterling K. Brown kennengelernt. Sie sind seit 2007 verheiratet und haben zwei gemeinsame Söhne.
Bathé hatte Gast- und Hauptrollen in einer Reihe von Fernsehserien, einschließlich Emergency Room – Die Notaufnahme, Half & Half, Friends, Brothers & Sisters, und How I Met Your Mother. Sie gehörte der Hauptdarstellerriege der zweiten Staffel der ABC-Serie Boston Legal bis zu deren Hälfte an und spielte dort die Anwältin Sara Holt. Von 2009 bis 2010 hatte sie eine wiederkehrende Rolle in dem kurzlebigen NBC-Krankenhausdrama Trauma und 2011 spielte sie eine Hauptrolle in der TV-Land-Sitcom Retired at 35. Anschließend war sie in einer wiederkehrende Rolle an Seiten ihres Ehemannes Sterling K. Brown in der Lifetime-Drama-Serie Army Wives zu sehen. 2016 und 2018 war sie in wiederkehrender Rolle in This Is Us – Das ist Leben zu sehen, erneut eine Serie, an welcher ihr Ehemann Brown mitwirkte.